# Supercoppa greca 2024 (pallavolo femminile)
La Supercoppa greca 2024, 2ª edizione della Supercoppa nazionale femminile di pallavolo, si è svolta il 18 dicembre 2024: al torneo hanno partecipato due squadre di club greche e la vittoria finale è andata per la prima volta all'Olympiakos.

## Formula
La formula ha previsto una gara unica.

## Squadre partecipanti
| Squadra       | Qualificazione                     |
| ------------- | ---------------------------------- |
| Olympiakos    | Vincitrice Coppa di Grecia 2023-24 |
| Panathīnaïkos | Vincitrice Volley League 2023-24   |

## Torneo
| 18 dicembre 2024 Gymnasterio Paximadas, Petroupoli Durata: ? - Spettatori: 1 250 | Panathīnaïkos | 1 - 3 | Olympiakos | 16-25, 25-22, 21-25, 22-25 |